# Блумфилд (Кентаки)
Блумфилд (енгл. Bloomfield) град је у америчкој савезној држави Кентаки.

## Демографија
По попису из 2010. године број становника је 838, што је 17 (-2,0%) становника мање него 2000. године.
| Група             | 2000.       | 2010.       |
| Белци             | 748 (87,5%) | 738 (88,1%) |
| Афроамериканци    | 98 (11,5%)  | 72 (8,6%)   |
| Азијати           | 2 (0,2%)    | 4 (0,5%)    |
| Хиспаноамериканци | 4 (0,5%)    | 17 (2,0%)   |
| Укупно            | 855         | 838         |